# Donnellson (Illinois)
Donnellson è un villaggio degli Stati Uniti d'America, situato nello Stato dell'Illinois, diviso tra la contea di Montgomery e la contea di Bond.